# Renault R.S.18
El Renault R.S.18 fue un monoplaza de Fórmula 1 diseñado por Renault para competir en la temporada 2018. La unidad de potencia, el sistema de transmisión de ocho velocidades y el sistema de recuperación de energía son de Renault. El coche fue conducido por el alemán Nico Hülkenberg y el español Carlos Sainz Jr..

## Resultados
(Clave) (negrita indica pole position) (cursiva indica vuelta rápida)

| Año  | Motor                   | Neu. | N.º | Pilotos          | 1   | 3   | 2   | 4   | 5   | 6   | 7   | 8   | 9   | 10  | 11  | 12  | 13  | 14  | 15  | 16  | 17  | 18  | 19  | 20  | 21  | Puntos | Pos. |
| ---- | ----------------------- | ---- | --- | ---------------- | --- | --- | --- | --- | --- | --- | --- | --- | --- | --- | --- | --- | --- | --- | --- | --- | --- | --- | --- | --- | --- | ------ | ---- |
| 2018 | Renault R.E.18 V6 Turbo | P    |     |                  | AUS | BHR | CHN | AZE | ESP | MON | CAN | FRA | AUT | GBR | GER | HUN | BEL | ITA | SIN | RUS | JPN | USA | MEX | BRA | ABU | 122    | 4º   |
| 2018 | Renault R.E.18 V6 Turbo | P    | 27  | Nico Hülkenberg  | 7   | 6   | 6   | Ret | Ret | 8   | 7   | 9   | Ret | 6   | 5   | 12  | Ret | 13  | 10  | 12  | Ret | 6   | 6   | Ret | Ret | 122    | 4º   |
| 2018 | Renault R.E.18 V6 Turbo | P    | 55  | Carlos Sainz Jr. | 10  | 11  | 9   | 5   | 7   | 10  | 8   | 8   | 12  | Ret | 12  | 9   | 11  | 8   | 8   | 17  | 10  | 7   | Ret | 12  | 6   | 122    | 4º   |